# Đảo Hữu Nhật
Đảo Hữu Nhật (tiếng Anh: Robert Island; tiếng Trung: 甘泉岛; bính âm: Gānquán dǎo, Hán-Việt: Cam Tuyền đảo) là một đảo san hô thuộc nhóm đảo Lưỡi Liềm của quần đảo Hoàng Sa. Đảo này nằm cách đảo Hoàng Sa khoảng 3,3 km về hướng tây nam và cách đá Hải Sâm khoảng 1,2 km về hướng bắc.
Đảo Hữu Nhật là đối tượng tranh chấp giữa Việt Nam, Đài Loan và Trung Quốc. Hiện nay, Trung Quốc đang kiểm soát đảo này.

## Tên gọi
Tên đảo được đặt theo tên của chánh đội trưởng của một suất đội thủy quân (hải đội Hoàng Sa) dưới triều Nhà Nguyễn là Phạm Hữu Nhật, người đã dựng bia chủ quyền của Việt Nam trên quần đảo Hoàng Sa.

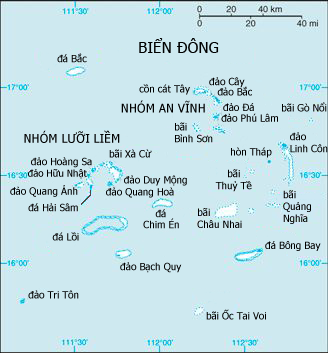
Bản đồ quần đảo Hoàng Sa

## Đặc điểm
- Hình thể: dạng quả trứng, dài 750 m rộng 535 m, cao khoảng 8 m, diện tích khoảng 0,32 km².[3]
- Môi trường: mặt biển bao xung quanh đảo được phủ kín bởi rất nhiều rong. Viền quanh đảo có những cây nhàu cao từ 2 đến 3 m, tạo thành lớp dày khoảng 30 m; ở giữa đảo là khu lòng chảo không sâu. Trên lớp đất đá, ngoài một ít bụi cây nhỏ thì cỏ tranh mọc khắp nơi. Vích thường lên bờ đẻ trứng trong khoảng hai mùa xuân và hè.[3]

## Xã khu Cam Tuyền
Xã khu Cam Tuyền (甘泉社区; bính âm: Gānquán Shequ, Hán Việt: Cam Tuyền Xã khu) là đơn vị hành chính không chính thức (tương đương cấp thôn ở Việt Nam) được Trung Quốc thành lập trên đảo Hữu Nhật vào ngày 22 tháng 7 năm 2014, quy thuộc vào địa phận Khu quản lý hành chính Quần đảo Vĩnh Lạc, quận Tây Sa, thành phố Tam Sa, tỉnh Hải Nam. Xã khu này có khoảng 12 người cư trú trên đảo.